# 東京都地下鉄建設
東京都地下鉄建設株式会社（とうきょうとちかてつけんせつ）は、東京都などが出資する第三セクター会社。略称は地下建。英文社名はTokyo Metropolitan Subway Construction Co.,Ltdで、英文略称Tokyo Subway。

## 会社概要
都営地下鉄大江戸線環状部の早期建設及び早期開業を主な目的として、1988年（昭和63年）7月28日に設立された。1993年（平成5年）3月には、日暮里・舎人ライナーの建設も事業目的に追加された。
東京都が資本金の3分の2に当たる6,666万円を出資している他、累計で2千億円以上の貸し付けを行っている。2014年以降、譲渡した鉄軌道施設にかかる債権・債務管理のみとなったことに伴い、都職員が兼務する非常勤役員2名のみとなっている。以前は、役職員の大多数が、東京都庁からの派遣か、東京都庁職員の退職者であり、かつて運輸省の天下り先であった。
- 役職員数：2人
  - 役員数：2人
    - 常勤役員：なし
    - 非常勤役員：2人（都職員が兼務）

  - 従業員数：なし

### 事業
鉄道事業法に基づく第三種鉄道事業と軌道法に基づく運輸事業を行っていた。前者は都営地下鉄大江戸線（環状部；新宿 - 清澄白河 - 都庁前）の建設、後者は日暮里・舎人ライナーの建設事業である。大江戸線の第三種鉄道事業免許は2008年に譲渡完了により失効、日暮里・舎人ライナーの運輸事業も開業前に東京都交通局へ譲渡している。
ただし会社そのものは、2014年（平成26年）7月現在、譲渡した鉄軌道施設にかかる債権・債務管理のために残存している。そのため、売上は、東京都からの譲渡代金であり、建設資金借入金の返済に充てている。日暮里・舎人ライナーに係る建設資金借入金の返済は、第30期（2017年度）で完了し、鉄道施設（大江戸線環状部）に係る建設資金借入金の返済は、第34期（2021年度）から開始するため、この間の第31期（2018年度）から第33期（2020年度）は、売上高が0となっている。また2015年度中に資本金を30億円から1億円に減資したため、外形標準課税法人ではなくなり、法人事業税（資本割及び付加価値割）が減少している。

## 沿革
- 1988年（昭和63年）7月28日 - 設立。
- 1989年（平成元年）5月31日 - 都営12号線環状部の新宿 - 都庁前（仮称：西新宿）間の第3種鉄道事業免許を取得。
- 1992年（平成4年）2月 - 上記区間を着工。
- 1993年（平成5年）4月 - 新交通日暮里・舎人線（日暮里 - 見沼代親水公園間）の事業開始。
- 1995年（平成7年）12月28日 - 上記区間を着工。
- 1999年（平成11年）12月15日 - 都営地下鉄12号線の路線名称が「大江戸線」に決定。
- 2000年（平成12年）3月 - 都営地下鉄12号線環状部のうち新宿 - 国立競技場間を東京都に譲渡。
- 2000年（平成12年）4月20日 - 都営地下鉄12号線環状部のうち新宿 - 国立競技場間を先行開業。同時に同線は「大江戸線」に改称。
- 2000年（平成12年）11月 - 都営地下鉄大江戸線の国立競技場 - 清澄白河 - 都庁前間の建設工事を完成させ、東京都に譲渡。
- 2000年（平成12年）12月12日 - 都営地下鉄大江戸線環状部が全線開業。
- 2002年（平成14年）11月2日 - 都営地下鉄大江戸線で唯一未開業だった汐留駅が開業し、全駅開業。
- 2004年（平成16年）4月27日 - 新交通日暮里・舎人線の舎人車両基地の工事に着手。
- 2004年（平成16年）6月28日 - 文京区小石川から荒川区に本社を移転。
- 2006年（平成18年）11月13日 - 新交通日暮里・舎人線の路線名称が「日暮里・舎人ライナー」に決定。
- 2008年（平成20年）3月 - 軌道施設（日暮里・舎人ライナー）を都に譲渡
- 2008年（平成20年）3月30日 - 日暮里・舎人ライナーが開業。
- 2008年（平成20年）4月1日 - 東京都交通局への鉄道路線（地下鉄12号線→大江戸線）の譲渡完了に伴い、第三種鉄道事業免許を失効。
- 2008年（平成20年）6月 - 定款を変更し、会社を必要最小限の組織とした
- 2008年（平成20年）7月1日 - 荒川区から現在地に本社を移転。
- 2015年度中　資本金を30億円から1億円に減資[2]
- 2017年度で、日暮里・舎人ライナーに係る建設資金借入金の返済が終了
- 2021年度から、大江戸線環状部に係る建設資金借入金の返済が開始